# 尤蒂卡 (紐約州)
尤蒂卡（英語：Utica）位於美國紐約州中部，是奧奈達縣首府。由提卡是莫華克河谷的一部分，位於伊利運河旁。面積43平方公里，2000年时人口总数为60,651。